# Tóalmás
Tóalmás è un comune dell'Ungheria di 3.370 abitanti (dati 2001) situato nella contea di Pest, nell'Ungheria settentrionale.